# 威比斯达莱昂
《威比斯达》是由“禾浩文化”与企鹅影视共同出品的学龄前影视剧。该片讲述的是Z伯爵想要破坏地球，威星人库斯、蕾妮、普奇和鲁特来地球，选中男孩徐迪对抗Z伯爵，拯救地球的故事。在制作初期请了《奥特曼》场景制作团队打造景观，被称作“地球人与外星人的关系进化史”，并科普了环保意识和物理知识，